# Sophie Baby
Sophie Baby   (Châtenay-Malabry, 26 de gener de 1977) és una historiadora francesa i professora d'Història Contemporània a la Universitat de Borgonya.

## Obra publicada
- Violencia y transiciones políticas a finales del siglo XX Europa del Sur - América Latina.  Madrid: Casa de Velázquez, 2009. ISBN 9788496820319.
- Condamner le passé ? Mémoires des passés autoritaires en Europe et en Amérique latine.  Presses universitaires de Paris Nanterre, 2019.
- El mito de la transición pacífica. Violencia y política en España (1975-1982).  Madrid: Akal, 2021. ISBN 978-84-460-5285-2.[3]
- Juger Franco ? Impunité, réconciliation, mémoire.  París: La Découverte, 2024. ISBN 978-2-348-07906-1.[4]